# Dömötör (cardinal)
Dömötör, aussi Demeter (né en Hongrie et mort à Esztergom, le 20 février 1387) est un cardinal hongrois du XIVe siècle.

## Repères biographiques
Dömötör est prévôt à Eger et à Bár. En 1364 il est élu évêque de Szerém. Il est transféré au diocèse d'Erdély (Transylvanie) en 1368 et au diocèse de Zagreb en 1376. En 1378 Dömötör est promu archevêque d'Esztergom. Il est chancelier de la Hongrie en 1376-1387.
Dömötör est créé cardinal par le pape Urbain VI lors du consistoire du 18 septembre 1378. Le cardinal Dömötör couronne Charles II de Durazzo et Sigismond, le futur empereur, comme roi de Hongrie.